# Hatting Herred
Hatting Herred er herred i Vejle Amt. I Kong Valdemars Jordebog hed det Hattynghæreth og hørte i middelalderen under Loversyssel. Senere kom det under Bygholm Len, og fra 1660 Stjernholm Amt, indtil det i 1799 sammen med Bjerre Herred kom under Vejle Amt.
Hatting Herred ligger vest for den halvø, der strækker sig ud mellem Horsens og Vejle Fjord, og grænser
mod nord og vest til Horsens Fjord, Aarhus Amt (Nim Herred ) og Nørvang Herred, mod syd til Vejle Fjord og
mod øst til Bjerre Herred. Vest- og nordgrænsen dannes til dels af Gjesager Å, som i sit nedre løb kaldes Bygholm Å; også Store Hansted Å danner på et stykke nordgrænsen; på sydøstgrænsen løber Ørum Å.
I herredet ligger følgende sogne:
- Daugård Sogn
- Engum Sogn
- Hatting Sogn
- Hedensted Sogn
- Korning Sogn
- Løsning Sogn
- Stenderup Sogn
- Store Dalby Sogn
- Torsted Sogn
- Tyrsted Sogn
- Ølsted Sogn